# 大力水手 (游戏)
《大力水手》是任天堂于1982年根据卡通《大力水手》制作和发行的街机游戏，並於1983年移植至紅白機，是日本地區僅有三款紅白機的首發遊戲之一（另外兩款是《大金剛》和《大金剛Jr.》，同樣是街機平台的移植版本）。

## 游戏介绍
游戏的任务是大力水手需要在每关收集到奥利弗扔下的物品。其中根据不同的关卡，分别为24颗心，16个音符或24个字符。大力水手在收集的同时，需要躲避布鲁特和黑色的乌鸦（第三关）的攻击。
每一关卡具有一罐菠菜，大力水手在食用后，短暂时间内变得无敌。此外还有一个线圈，在打击后可以套在布鲁特头上。